# Polyura malayicus
Polyura malayicus är en fjärilsart som beskrevs av Rothschild 1899. Polyura malayicus ingår i släktet Polyura och familjen praktfjärilar. Inga underarter finns listade i Catalogue of Life.